# Hemidactylus platyurus
Hemidactylus platyurus este o specie de șopârle din genul Hemidactylus, familia Gekkonidae, descrisă de Wolfgang Schneider în anul 1792. Conform Catalogue of Life specia Hemidactylus platyurus nu are subspecii cunoscute.

## Galerie

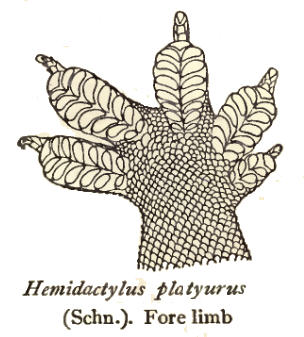
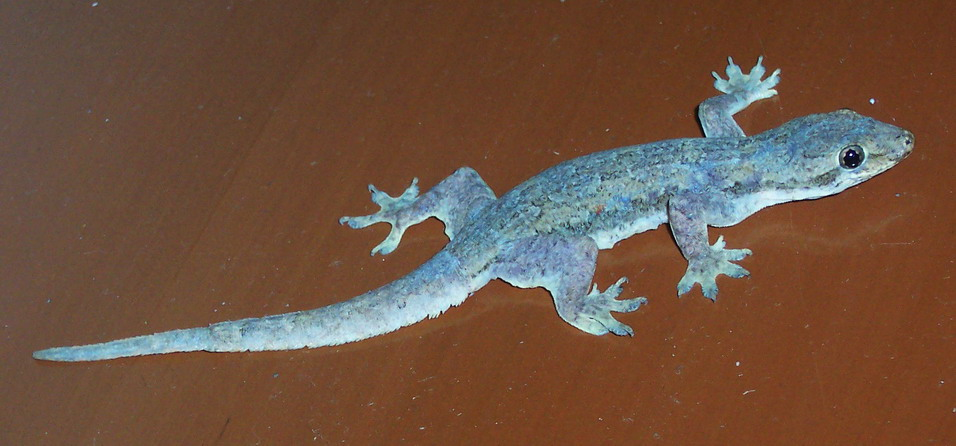
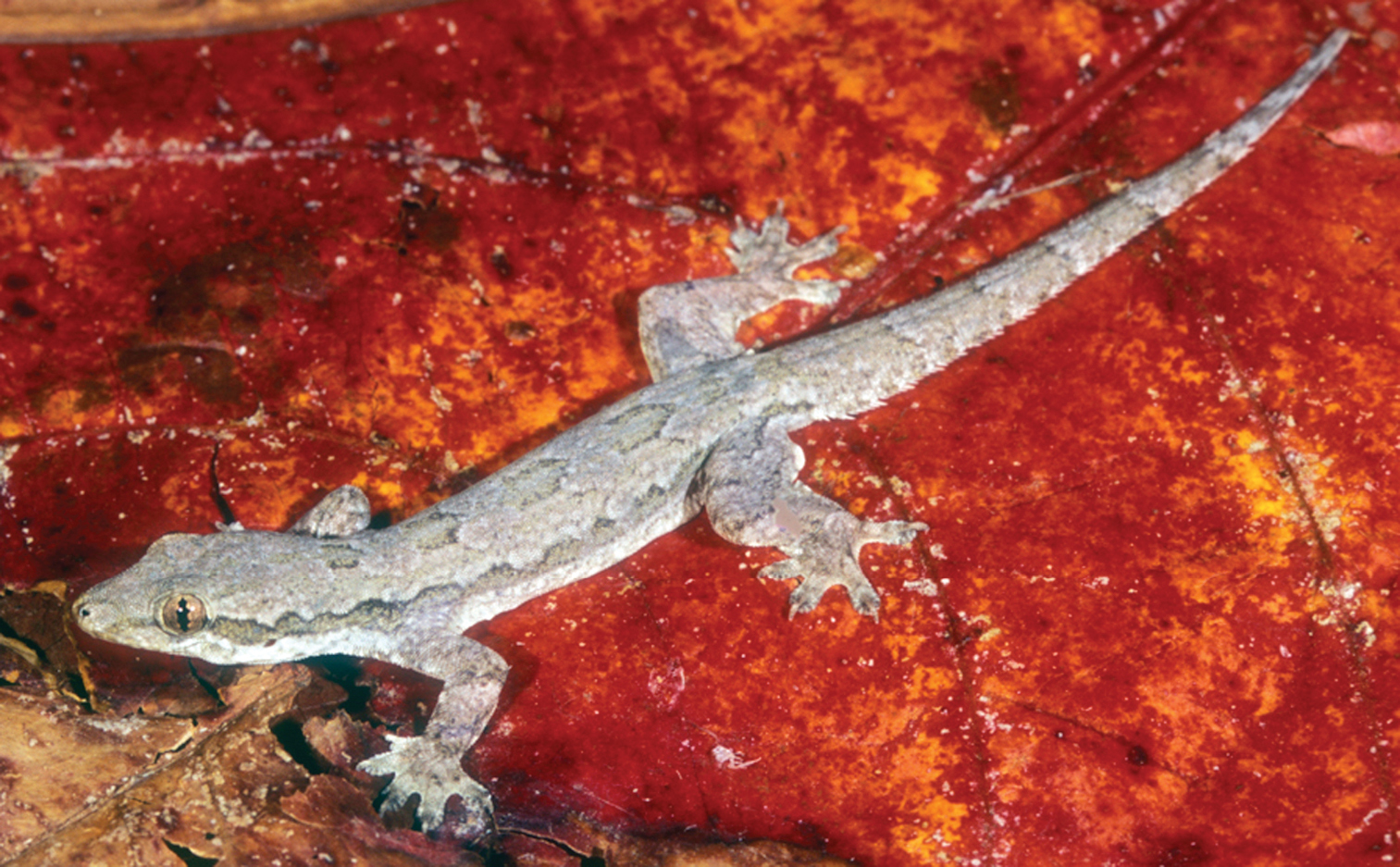
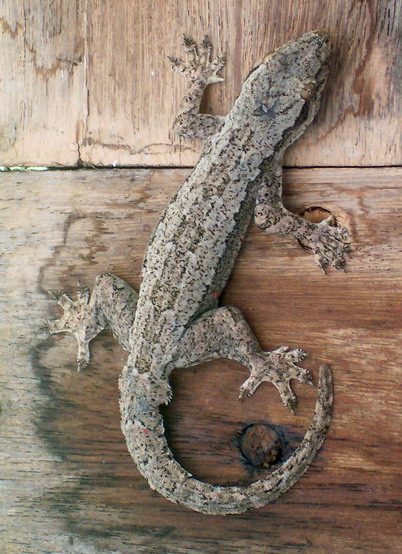
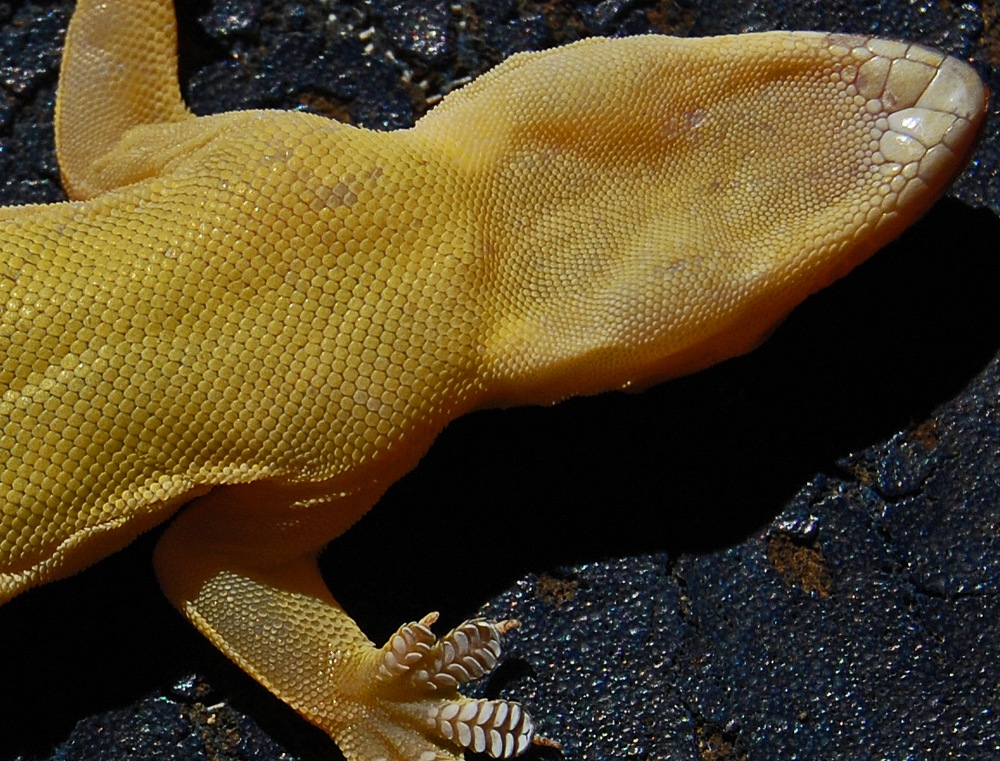